# Alburnus filippii
Espèce
Statut de conservation UICN

 LC  : Préoccupation mineure
Alburnus filippii (en anglais Kura bleak) est un poisson d'eau douce de la famille des Cyprinidae.

## Répartition
Alburnus filippii se rencontre dans le bassins de la Caspienne, depuis la Koura jusqu'à la Sefid Roud en Iran et ce depuis les cours supérieurs de Turquie, d'Arménie et d'Iran jusqu'à 3 000 m d'altitude. On suppose que les populations lacustres remontent les cours d'eau pour s'y reproduire.

## Description
La taille maximale connue pour Alburnus filippii est de 160 mm.

## Publication originale
- Kessler, 1877 : The Aralo-Caspian Expedition. IV. Fishes of the Aralo-Caspio-Pontine ichthyological region p. 1-360.